# Edgardo Simón
Edgardo Simón (Coronel Suárez, 16 december 1974) is een Argentijnse voormalig wielrenner die vanaf 2005 tot en met 2014 als prof actief was. Zijn specialiteit was tijdrijden. Na zijn actieve loopbaan werd Simón ploegleider bij het Braziliaande Real Cycling Team.
In 2005 schreef Simón het eindklassement van de UCI America Tour op zijn naam.

## Overwinningen
1997
- Ronde van de Alto Valle del Río Negro

2001
- Eindklassement Ronde van San Juan
- Eindklassement Clásica del Oeste-Doble Bragado
- Argentijns Kampioen tijdrijden

2002
- Eindklassement Ronde van San Juan
- Eindklassement Ronde van Líder
- Proloog en 4e etappe Ronde van Chili

2003
- 7e en 9e etappe Ronde van San Juan
- Proloog, 1e, 3e deel b en 8e etappe Ronde van Chili
- 5e etappe Ronde van de Alto Valle del Río Negro

2004
- 9e etappe Ronde van San Juan
- Proloog, 5e etappe en Eindklassement Ronde van Líder
- 4e etappe deel b, 6e etappe deel a en 8e etappe Ronde van Chili
- 1e en 6e etappe Ronde van Guatemala

2005
- 5e etappe Ronde van San Juan
- 3e, 4e deel b, 6e etappe en Eindklassement Ronde van Líder
- Proloog, 1e deel b en 4e etappe en Eindklassement Ronde van Chili
- Pan-Amerikaanse Spelen, tijdrit
- Pan-Amerikaanse Spelen, Baan, Achtervolging
- Eindklassement UCI America Tour
- Ronde van Chili

2006
- 2e etappe Ronde van Mendoza
- Proloog Ronde van Líder

2007
- 6e etappe Rutas de America
- Proloog, 4e, 5e en 6e etappe Ronde van Líder

2008
- 1e etappe Ronde van de Staat São Paulo
- 2e etappe Ronde van de Staat São Paulo
- 4e etappe Ronde van de Staat São Paulo
- 3e etappe Ronde van Bolivia
- 4e etappe Ronde van Bolivia

2009
- 3e etappe Ronde van Gravatai
- 4e etappe Ronde van Gravatai
- 1e etappe Ronde van Santa Catarina

2010
- 3e etappe Ronde van Santa Catarina
- Copa Cidade Cançao
- Volta Do ABC Paulista
- 1e etappe Ronde van de Stad São Paulo
- 7e etappe Ronde van de Stad São Paulo

2011
- 1e etappe Ronde van Rio de Janeiro

2012
- 2e etappe Ronde van Uruguay
- 1e etappe Ronde van Rio de Janeiro
- 2e etappe Ronde van Rio de Janeiro
- 4e etappe Ronde van Brazilië

## Ploegen
- 2005-Colombia-Selle Italia (stagiair)
- 2006-Selle Italia-Serramenti Diquigiovanni
- 2007-Serramenti PVC Diquigiovanni-Selle Italia (vanaf 27/04)
- 2008-Scott-Marcondes Cesar-São José dos Campos
- 2010-Funvic-Pindamonhangaba
- 2012-Real Cycling Team
- 2013-Iron Age-Colner-Sorocaba-Penks
- 2014-Ironage-Colner

Diniz · Giacinti · Grizante · Junior · Médici · M.Morandi · F.Morandi · Nazaret · Nicácio · Rogelin · N.Santos · Seabra · Sidoti · R.Silva · Simón
Aguilar · Arriagada · Cardoso · Fiorilli · Moser · Nardin · Nazaret · Nicácio · Pinheiro · Ramos · Rodrigues · Sidoti · Simón · Soeiro
Annunciato · Araújo · Chamorro · Diniz · Issano · Kazumi · Maniezzo · Martins · Moser · Palladino · Ramos · Ribeiro · Rodrigues · Simón · Tavares · Uebelharte
Affonso · Clavero · Gaspar · Juárez · Ponciano · Rodrigues · J. Silva · B. Silva · Simón · Tavares · Tozzi · Trillini